# Convergence inconditionnelle
En mathématiques, une série converge inconditionnellement si la série converge, quel que soit l'ordre des éléments. Par exemple, la série {\displaystyle \sum {\frac {1}{2^{n}}}}converge inconditionnellement car {\displaystyle 1+1/2+1/4+1/8+\dots } mais aussi n'importe quel autre ordre, comme {\displaystyle 1/4+1/64+1+1/128+\dots }converge.

## Définition
Soient X un groupe topologique abélien — par exemple un espace vectoriel normé — et (xn)n∈ℕ une suite d'éléments de X. On dit que la série ∑ xn converge inconditionnellement ou qu'elle est commutativement convergente si, pour toute permutation σ : ℕ → ℕ, la série {\displaystyle \sum _{n=0}^{\infty }x_{\sigma (n)}} converge dans X.
Toute série absolument convergente dans un espace de Banach X est inconditionnellement convergente. La réciproque est vraie si et seulement si X est de dimension finie.
Une base de Schauder de X est dite inconditionnelle si pour tout x ∈ X, la série représentant x converge inconditionnellement.

## Lien avec les familles sommables
Théorème — Une série de terme général xn est commutativement convergente si et seulement si la suite (xn)n∈ℕ est une famille sommable, et toutes les sommes {\displaystyle \sum _{n=0}^{\infty }x_{\sigma (n)}} sont alors égales à ∑n∈ℕ xn.
Si la suite est sommable, il est immédiat que toutes les séries permutées convergent (vers sa somme). La réciproque — si toutes les séries permutées convergent, alors la suite est sommable, sans supposer a priori que les sommes des séries sont égales — repose sur deux lemmes :
Lemme 1 — Si toutes les séries {\displaystyle \sum _{n=0}^{\infty }x_{\sigma (n)}} vérifient le critère de Cauchy pour les séries, alors la suite (xn)n∈ℕ vérifie le critère de Cauchy pour les familles :
Lemme 2 — Si (xn)n∈ℕ vérifie le critère de Cauchy pour les familles et si l'une des séries {\displaystyle \sum _{n=0}^{\infty }x_{\sigma (n)}} converge, alors (xn)n∈ℕ est une famille sommable.

## Autres caractérisations
Théorème — Une série de terme général xn est commutativement convergente si et seulement si pour toute suite (εn)n∈ℕ avec εn = ±1, la série {\displaystyle \sum _{n=0}^{\infty }\varepsilon _{n}x_{n}} converge, ou encore si toute sous-série {\displaystyle \Sigma _{m=0}^{\infty }x_{n_{m}}} (n0 < n1 < n2 < …) converge.
Ce théorème se déduit du lemme 2 ci-dessus et du lemme suivant, qui se démontre comme le lemme 1 :
Lemme 3 — Si toutes les sous-séries vérifient le critère de Cauchy pour les séries, alors la suite vérifie le critère de Cauchy pour les familles.